# Greatest Hits Vol. 2 (album av Abba)
Greatest Hits Vol. 2 är ett samlingsalbum och ett greatest hits-album med musik av den svenska popgruppen Abba som utgavs den 29 oktober 1979 . Albumet släpptes i samband med gruppens konsertturné i Nordamerika, Europa och Japan som pågick från september, och innehöll även nya singeln Gimme! Gimme! Gimme! (A Man After Midnight) som spelats in i augusti samma år. Att albumet och singeln hörde ihop kan noteras genom att omslagsfotografiet på de båda utgåvorna är från samma fotosession.

## Historik
Samlingsalbumet blev gruppens andra listetta i Storbritannien 1979 - tidigare under året hade studioalbumet Voulez-Vous legat på förstaplatsen i en månad. Greatest Hits Vol. 2 såldes i 300 000 exemplar i Storbritannien, vilket gav albumet en platinaskiva. Albumet låg kvar på den brittiska listan i 63 veckor. 
Låtarna plockades från gruppens tre senaste studioalbum Arrival, The Album och Voulez-Vous, och tog vid där deras förra samlingsalbum, Greatest Hits utgivet 1975, slutade. Undantaget var "Rock Me", som fanns med på albumet Abba 1975 och som blev en topp 5-hit i Australien efter att Greatest Hits hade satts samman. Noterbart är även att "Angeleyes" togs med på samlingsalbumet, då den i Storbritannien varit dubbel A-sida på en singel tillsammans med "Voulez-Vous", men i övriga delar av världen hade den varit B-sida på singeln, där "Voulez-Vous" var den stora hiten. "Voulez-Vous" togs inte heller med på samlingsalbumet. 
"Summer Night City" hade inte förekommit på något studioalbum - den släpptes enbart som singel 1978. 
Förutom singelhitsen togs även albumspåren "I Wonder (Departure)" och "Thank You for the Music" med. Den sistnämnda hade varit B-sida på singeln "Eagle" 1978. Trots att låten inte varit en egen singel eller legat på försäljningslistorna, hade gruppen framfört den live och i TV-program och på detta samlingsalbum fick den avsluta låtlistan. 
Samtliga låtar på albumet, bortsett från "I Wonder (Departure)", framfördes live under gruppens konsertturné Abba – The Tour hösten 1979-våren 1980. Samma dag som albumet släpptes höll gruppen en konsert i Wiener Stadthalle i Wien, Österrike.
Albumet blev en stor framgång i Japan, där det sålde 920 000 exemplar, vilket var rekord för en utländsk grupp. Rekordet stod sig till Michael Jacksons Thriller sålde över 1 miljon exemplar under 1980-talet. 
I Skandinavien var Greatest Hits Vol. 2 den första vinylskiva som gavs ut med Polar Musics nya isbergslogotyp på skivetiketten. Isbergsdesignen användes som scenografi under gruppens pågående världsturné. 
I spansktalande länder gavs albumet ut med gruppens spanskspråkiga versioner av "I Have a Dream" ("Estoy Sonando") och "Chiquitita". Den förstnämnda togs med istället för "Angeleyes".
Greatest Hits Vol. 2 gavs ut på CD 1982, men togs bort ur skivkatalogen 1992, när samlingsalbumet Abba Gold – Greatest Hits sattes samman.

## Låtlista
Alla låtar skrivna av Benny Andersson och Björn Ulvaeus, om inget annat anges.
Sida ett
1. "Gimme! Gimme! Gimme! (A Man After Midnight)" – 4:45
2. "Knowing Me, Knowing You" (Anderson, Andersson, Ulvaeus) – 4:01
3. "Take a Chance on Me" – 4:03
4. "Money, Money, Money" – 3:05
5. "Rock Me" – 3:05
6. "Eagle" – 5:53
7. "Angeleyes" – 4:20

Sida två
1. "Dancing Queen" (Anderson, Andersson, Ulvaeus) – 3:51
2. "Does Your Mother Know" – 3:13
3. "Chiquitita" – 5:26
4. "Summer Night City" – 3:34
5. "I Wonder (Departure)" (Anderson, Andersson, Ulvaeus) – 4:32
6. "The Name of the Game" (Anderson, Andersson, Ulvaeus) – 4:52
7. "Thank You for the Music" – 3:49

## Listplaceringar
| Lista (1979-1980) | Topplacering |
| ----------------- | ------------ |
| Belgien           | 1            |
| Finland           | 5            |
| Japan             | 2            |
| Kanada            | 1            |
| Nederländerna     | 4            |
| Norge             | 25           |
| Nya Zeeland       | 3            |
| Rhodesia          | 2            |
| Schweiz           | 2            |
| Spanien           | 3            |
| Storbritannien    | 1            |
| Sverige           | 20           |
| Västtyskland      | 6            |
| Österrike         | 2            |